# 阻力
阻力（又称後曳力或流體阻力）是物體在流體中相對運動所產生與運動方向相反的力。
對於一個在流體中移動的物體，阻力為周圍流體對物體施力，在移動方向的反方向上分量的總和。而施力和移動方向垂直的分量一般則視為升力。因此阻力和物體移動方向恰好相反，像飛機前進時會產生推力來克服阻力的影響。
在航天动力学中，大氣阻力可以視為太空飛行器在發射時的低效率，其影響則是在發射時需要額外的能量，不過在返回軌道時大氣阻力有助於太空飛行器減速，可減少減速額外需要的能量，不過大氣阻力產生的熱量甚至可以將物體熔化。

## 分類
阻力一般可以分為以下幾類：
- 寄生阻力（parasitic drag），包括
  - 形狀阻力（form drag）
  - 摩擦阻力（skin friction drag）
  - 干扰阻力（interference drag）
- 誘導阻力（induced drag）

對於高速（或高雷諾數）的流場而言，一物體的阻力的特性可以用一個無因次的阻力係數來描述，配合阻力係數，可以用阻力方程式來計算阻力。若阻力係數為一常數，阻力約和相對速度的平方成正比，因此需克服阻力需要的功率則和速度的立方成正比。

## 高速時的阻力
阻力方程式可計算物體在較高速（雷諾數{\displaystyle R_{e}>\sim 1000}）流體下的阻力，此阻力也稱為二次阻力或平方阻力。此方程式是由瑞利勛爵所提出，提出時用{\displaystyle L^{2}}（{\displaystyle L}代表某特定長度）代替{\displaystyle A}，物體所受的流體阻力如下：
{\displaystyle F_{D}\,=\,{\tfrac {1}{2}}\,\rho \,v^{2}\mathbb {C} _{d}\,A}
其中
{\displaystyle \mathbf {F} _{D}} 為阻力
{\displaystyle \mathbf {} \rho } 為流體密度
{\displaystyle \mathbf {} v} 為流體相對於物體的速度
{\displaystyle \mathbf {} C_{d}} 為阻力係數，為一無因次的參數，像汽車的阻力係數約為0.25至0.45
{\displaystyle \mathbf {} A} 為參考面積
參考面積{\displaystyle A}一般定義為物體在運動方向上的正交投影面積。對於形狀簡單的物體（例如球），參考面即為截面。有時會使用其他的參考面積來定義一物體的阻力係數，此時需特別標明使用的參考面。
以機翼而言，若阻力及升力使用的參考面積相同，阻力及升力的比值（升阻比）即為阻力係數及升力係數的比值，在比較阻力及升力的大小時最為方便。因此機翼阻力係數的參考面積一般會是機翼的翼面積（即機翼沿垂直方向的投影面積），而不是沿飛行方向的投影面積。
若物體有光滑的表面，在流場中沒有固定的分离点（例如球或圓柱），其阻力係數會隨著雷諾數{\displaystyle R_{e}}而變化，甚至在雷諾數很高（其量級到107）時也是如此。若物體有在流場中有固定的分离点（例如一法向量和流場方向平行的圓盤），在雷諾數{\displaystyle R_{e}>3500}時，阻力係數不隨雷諾數而變化。若物體不是球對稱，阻力係數也是流場和物體本身對稱軸夾角的函數。

### 自由落體的速度
一物體在在時間{\displaystyle t=0}時的初速{\displaystyle v=0}，在非濃稠的介質落下（因此不考慮介質的浮力），其速度可以用以下的双曲函数表示：
{\displaystyle v(t)={\sqrt {\frac {2mg}{\rho AC_{d}}}}\tanh \left(t{\sqrt {\frac {g\rho C_{d}A}{2m}}}\right).\,}
在{\displaystyle t}很大時，雙曲正切函數{\displaystyle \tanh }其函數極限值為1，因此上述的速度有一漸近值，稱為終端速度{\displaystyle v_{t}}：
{\displaystyle v_{t}={\sqrt {\frac {2mg}{\rho AC_{d}}}}.\,}
對於形狀接近球形、平均半徑為{\displaystyle d}、密度為{\displaystyle \rho _{obj}}的物體，終端速度約為
{\displaystyle v_{t}={\sqrt {gd{\frac {\rho _{obj}}{\rho }}}}.\,}
若物體的密度接近水（如雨滴、冰雹、鳥、昆蟲等）差不多，在接近海平面的地表落下，終端速度約為
{\displaystyle v_{t}=90{\sqrt {d}},\,}
其中
{\displaystyle d} 的直徑，單位是公尺
{\displaystyle v_{t}}為速度，單位為m/s。
例如人體（{\displaystyle \mathbf {} d} ~ 0.6 m）其{\displaystyle \mathbf {} v_{t}} 約為 70 m/s，體型接近貓的動物（{\displaystyle \mathbf {} d} ~ 0.2 m）其{\displaystyle \mathbf {} v_{t}} 約為 40 m/s，小鳥（{\displaystyle \mathbf {} d} ~ 0.05 m）其{\displaystyle \mathbf {} v_{t}} ~ 20 m/s約為 40 m/s，而昆蟲（{\displaystyle \mathbf {} d} ~ 0.01 m）其{\displaystyle \mathbf {} v_{t}} ~ 9 m/s。
非常小的物體（例如花粉）在低雷諾數流體中的終端速度可以用斯托克斯定律來描述。
較大的生物其終端速度較高，因此從高處落下時致命的可能性也較高。例如老鼠和人分別以各自的終端速度墜落時，老鼠其存活的可能性會比人高很多。若蚱蜢以其終端速度墜落時，可能甚至不會受傷。生物大小和其終端速度的關係，以及其肢體截面積和身體質量間的比例關係（一般稱為平方立方定律）可用來說明為何有些小動物從高處落下時不會受傷。

## 雷諾數很低時的阻力

三個由相同角度（70°）射出物體的軌跡。黑色物體未受到任何阻力，其軌跡為拋物線，藍色物體受到斯托克斯阻力，而綠色物體受到牛頓阻力。

當物體在雷諾數很低，沒有紊流（雷諾數{\displaystyle R_{e}<1}）的流體中移動時，其受到的阻力稱為黏滯阻力、線性阻力。此情形下，阻力大約和速度成正比，但和速度方向相反。黏滯阻力的方程式如下：
{\displaystyle \mathbf {F} _{d}=-b\mathbf {v} \,}
其中：
{\displaystyle \mathbf {} b} 為一常數，和流體特性及物體尺寸有關
{\displaystyle \mathbf {v} } 為物體和流體的相對速度
若一物體由靜止狀態落下，其速度為
{\displaystyle v(t)={\frac {(\rho -\rho _{0})Vg}{b}}\left(1-e^{-{\frac {bt}{m}}}\right)}
其速度會趨近終端速度{\displaystyle \mathbf {} v_{t}={\frac {(\rho -\rho _{0})Vg}{b}}}。若{\displaystyle \mathbf {} b}為定值，較重的物體會較快落下。
對於小的球形物體緩慢的通過黏性流體（因此雷諾數很小）的情形，斯托克斯推導其阻力常數如下
{\displaystyle b=6\pi \eta r\,}
其中
{\displaystyle \mathbf {} r}為物體的当量球径
{\displaystyle \mathbf {} \eta }為流體的黏滯係數
例如，考慮一半徑 {\displaystyle \mathbf {} r=}0.5 微米（直徑=1.0 µm）的球形物體以10 µm/s的速度通過水中。依上式可得其阻力為0.09 pN，這也就是細菌游過水中所受到的阻力。

## 空氣動力學中的阻力
飞行中飞机所受到的空气阻力。分成四大类。分別是摩擦阻力、压差阻力、寄生阻力及诱导阻力。
其中摩擦阻力、压差阻力、寄生阻力与速度的平方成正比，诱导阻力则与速度的平方成反比。飞行阻力是这四种阻力的合成。

### 誘導阻力

誘導阻力和升力的關係

誘導阻力（或稱感應阻力）是指飛行體在產生升力時，一併衍生的阻力。誘導阻力包括二個主要組成成分，一個是因為渦流而產生的阻力（渦流阻力），另一個則是額外產生的黏滯阻力。在飛行體通過空氣時，其上表面及下表面的氣流壓強不同，但在飛行體尾端，上方及下方不同壓強的氣流會混合，產生紊流及渦流。
在其他參數不變的條件下，當飛行體產生的升力增加時，其誘導阻力也隨之增加。對飛行中的飛機而言，這表示在飛機失速前，當其攻角及升力係數增加時，其誘導阻力也隨之增加。當失速時，升力及誘導阻力都突然下降，而此時飛行體表面形成獨立的紊流，造成寄生阻力中的黏滯壓差阻力上昇

### 寄生阻力
寄生阻力是一物體在一不可壓縮流體中移動所受到的阻力。寄生阻力中包括由秥滯力產生壓強差的阻力（形狀阻力）以及因表面粗糙度產生的阻力（表面摩擦阻力）。若物體附近有其他相鄰近的物體，會產生干擾阻力，有時也會視為寄生阻力的一部份。
在低速飛行時，由於維持升力需要的功率較大，飛機的攻角較大，其產生的誘導阻力也較大。不過當速度提高時誘導阻力隨之下降，而流體相對物體的速度提高，因此寄生阻力會變大。若速度已到達穿音速，波動阻力也隨之出現。其中速度提高時，誘導阻力下降，其他阻力卻隨之上昇，因此總阻力會在某一速度時出現最小值，若飛機以此速度航行，其效率會等於或接近其最佳效率。飛行員會以此速度來使續航力最大化（使油耗最小化），或是在引撃故障時可以使滑翔距離最大化。

### 飛行時的功率曲线

功率曲线：寄生阻力及誘導阻力和速度之間的關係

可以將寄生阻力及誘導阻力相對速度的特性曲線繪製在同一圖上，此圖在航空學中稱為功率曲线。功率曲线可以讓飛行員了解不同速度下，飛機飛行所需要輸出的功率，是非常重要的曲線。
功率曲线中寄生阻力及誘導阻力有一交點，交點處的阻力總和最小。交點的右側為正常控制区，當速度越高時，維持定速需要的推力越大。交點的左側為反向控制区，此區域的功率特性恰好與一般直覺的認知相反：當速度越低時，維持定速需要的推力越大。當速度越高時，維持定速需要的推力越大。若飛機的速度低於此交點對應的速度，會出現一個不符合人類直覺的特性：當速度越低時，維持定速需要的推力越大。

### 跨音速及超音速的波動阻力

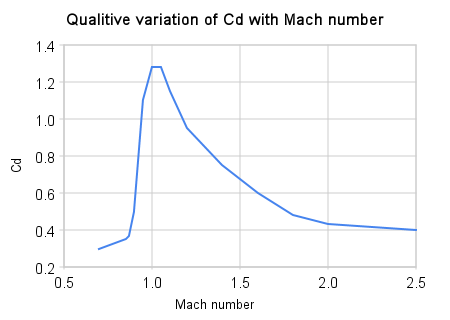
阻力係數與音速的關係示意圖

波動阻力（壓縮性阻力）是指一高速物體通過可壓縮流體時所出現的阻力。在空氣動力學中，依飛行速度的不同，波動阻力也可分為幾種不同的組成成份。
在跨音速飛行（馬赫數介於0.8及1.4之間）時，波動阻力是飛行體形成激波後的結果。一般會出現在出現局部超音速流（局部流體馬赫數大於1.0）的區域。實務上，當飛行體較音速低很多，但加速時部份區域的空氣速度超過音速，就會出現局部超音速流。因此飛機附近的氣流既有超音速流，也有低於音速的亞音速。飛機在跨音速飛行的正常運作過程中常會產生波動阻力，這種波動阻力常稱為跨音速壓縮性阻力。當馬赫數接近1時，跨音速壓縮性阻力會顯著的上昇，遠大於同速度下的其他阻力。
在超音速飛行（馬赫數大於1.0）時，會在飛行體的前緣及後緣出現斜激波。若速度非常高，或是飛行體轉彎角度夠大時，則會出現舷波（bow wave）。在超音速飛行時，阻力一般可以分為二個成份：超音速升力相關的波動阻力，及超音速體積相關的波動阻力。
布斯曼雙翼機是一種特殊型式的飛行體，當依其設計速度航行時，完全不產生波動阻力，不過它本身無法產生升力。

## 達朗伯特悖論
位流理論是18世紀最能解釋非黏性流的理論。但1752年時法國物理學家達朗伯特依位流理論，推導到位流下其阻力為零的結果，此結果和實測結果矛盾，因此稱為達朗伯特悖論。
19世紀時科學家圣维南、納維、斯托克斯開始用納維－斯托克斯方程來分析黏性流。斯托克斯推導了一球形物體在雷諾數很低的流體中的阻力，其結果即為斯托克斯定律。
納維－斯托克斯方程在高雷諾數時會趨近非黏性流的歐拉方程式，此時可以用位流理論進行分析，得到阻力為零的結果，但所有在高雷諾數下進行的實驗，均證實阻力的存在，和位流所得的結果矛盾。科學家也試著找出除了位流以外，欧拉方程在非黏性定常流的解，不過沒有什麼進展。
1904年德國科學家普朗特依理論及實驗的結果，提出了邊界層的概念，也說明了高雷諾數流體為何會產生阻力。

## 相關
- 降落傘
- 流體力學
- 附加質量
- 空氣動力
- 攻角
- 邊界層
- 康達效應
- 阻力危機
- 阻力係數
- 阻力方程
- Kc數
- 莫里森方程（英语：Morison equation）
- 寄生阻力
- 衝壓力
- 雷諾數
- 失速
- 斯托克斯定律
- 終端速度

## 腳註
1. ↑  若在地球大气层中，空氣密度可以用压高公式計算。在0°C，一大氣壓條件下密度為1.293 kg/m3
2. ↑  Size effects on drag （页面存档备份，存于）, from NASA Glenn Research Center.
3. ↑  Wing geometry definitions （页面存档备份，存于）, from NASA Glenn Research Center.
4. ↑  Roshko, Anatol. . Journal of Fluid Mechanics. 1961, 10 (3): 345–356. Bibcode:1961JFM....10..345R. doi:10.1017/S0022112061000950.
5. 1 2  Batchelor (1967), p. 341.
6. ↑  Haldane, J.B.S., "On Being the Right Size" （页面存档备份，存于）
7. ↑  Drag Force 的存檔，存档日期2008-04-14.
8. ↑  Air friction （页面存档备份，存于）, from Department of Physics and Astronomy, Georgia State University
9. ↑  管德. . 北京: 清华大学出版社. 2000: 72. ISBN 7810299379.
10. 1 2 3  Batchelor (2000), pp. 337–343.

## 外部連結
- Educational materials on air resistance （页面存档备份，存于）
- Aerodynamic Drag （页面存档备份，存于） and its effect on the acceleration and top speed of a vehicle.
- Vehicle Aerodynamic Drag calculator （页面存档备份，存于） based on drag coefficient, frontal area and speed.